# Michel Jordan
Michel Jordan (* 1948) ist ein Schweizer Musikpädagoge, Organist und Chorleiter.

## Leben
Michel Jordan studierte Orgel bei André Luy. Er ist seit 1972 Titularorganist der Orgel in der Abteikirche Romainmôtier. 1966 gründete er die Chapelle Vocale de Romainmôtier. Mit diesem Ensemble gewann er 1994 den „Concours national de Charmey“ und 1996 einen „premier prix d’interprétation de musique française“ in Tours. Er wirkte zudem als Musiklehrer am Gymnasium in Yverdon-les-Bains, am Gymnasium Auguste Piccard und an der Haute École Pédagogique de Lausanne.

## Diskografie
- Musique sacrée et profane du XVIe au XXe siècle (1995)
- L'Ensemble Vocal du Nord Vaudois chante Noël (1998)
- Johann Sebastian Bach: Johannespassion (2002)
- Johann Sebastian Bach: Weihnachtsoratorium (2003)
- Motets pour le temps du carême (2006)
- Wolfgang Amadeus Mozart: Vêpres solennelles d'un confesseur (2006)
- Johann Sebastian Bach: Magnificat (2007)
- Felix Mendelssohn Bartholdy: Psalm 115 (2011)
- Johann Sebastian Bach: Messe in h-moll (2014)